# 荒尾市立桜山小学校
荒尾市立桜山小学校（あらおしりつ さくらやましょうがっこう）は、熊本県荒尾市桜山町三丁目にある公立小学校。

## 沿革
- 1971年（昭和46年） - 荒尾市立八幡小学校から独立し荒尾市立桜山小学校開校

## 歴代校長
- 1971年 - 初代校長
- - 第　代校長